# Saint-Charles Charenton Saint-Maurice Basket-ball
La Saint-Charles Charenton Saint-Maurice Basket-ball est un club français de basket-ball basé à Charenton-le-Pont et a appartenu au plus haut niveau du championnat France dans les années 1930. La Saint-Charles Charenton Saint-Maurice Basket-ball est actuellement l'un des plus importants clubs français de basket-ball en termes de licenciés.

## Historique
La Saint-Charles fut créée en 1920 à Alfortville par L'abbé Bonde et le docteur Ménissier. En 1960 le patronage fusionne avec le Michaël Club de Charenton, la Saint‑Charles d'Alforville-Charenton est née. En 1973, Alfortville crée son propre club de basketball, la Saint-Charles Charenton (SCC) demeure dans la ville éponyme. En 2006, la SCC s'associe à la ville de Saint-Maurice (Val-de-Marne) et devient la Saint-Charles Charenton Saint-Maurice.
L'équipe première du club évolue en NM2 (poule D) lors de la saison 2012-2013.

## Palmarès
Champions de France
- Pro B (2e division) : 1932 ;
- FGSPF : 1933/34, 1938/39, 1942/43 et 1944 ;
- Honneur: 1959 ;
- U15 (minime garçon): 2006, 2007 et 2014 (Vice champion de France 2015 et 2018).

Champions régionaux d’Île-de-France
- 1955 et 1996 ;
- U20 (junior) : 2013 et 2017 ;
- U17 (cadet) : 2006, 2014 et 2015 ;
- U15 (minime garçons) : 2012, 2015, 2022 et 2024
- U15 (minime filles) : 2005 ;
- U13 (benjamin): 2004/05, 2007, 2012/13/14 et 2015.

Champions départementaux
- Paris (cadets) : 1930

- Val-de-Marne :
  - (seniors masculin) : 1997 et 2010 ;
  - (seniors féminine) : 2001, 2007, 2010 et 2016 ;
  - U20 (juniors garçon) : 1983 ;
  - U17 (cadet) : 1981, 1986, 2000 et 2001 ;
  - U17 (cadette) : 1990, 2003, 2006, 2008, 2010 et 2016 ;
  - U15 (minime garçon) : 1974, 1980 et 2014 ;
  - U15 (minime fille) : 2003 et 2014 ;
  - U13 (benjamin) : 1990/91/92, 1999 et 2014 ;
  - U13 (benjamine) : 2003, 2013 et 2015 ;
  - U11 (poussin) : 2003/04/05 et 2015 ;
  - U9 (mini-poussin) : 2001, 2003, 2004, 2014, 2023 et 2024

Coupe du Val-de-Marne
- (seniors masculin) : 1968, 1970, 1972/73, 1975, 1977/78/79/80/81, 1984/85, 1989, 2005 et 2014 ;
- (seniors féminine) : 1983, 1990/91, 2003, 2010 et 2012 ;
- (ancien) : 1981/82/83 et 1984 ;
- U20 (juniors garçon) : 1973/74/75/76, 1978, 1982/83/84 et 1987 ;
- U20 (juniors fille) : 1973 ;
- U17 (cadet) : 1969/70, 1973/74/75/76, 1978, 1982/83/84, 1993/94, 1997, 2001, 2003/04/05/06, 2009/10 et 2011 ;
- U17 (cadette) : 1986, 1992, 2003 et 2016 ;
- U15 (minime garçon) : 1974, 1985, 1991, 2001/02/03/04, 2006/07, 2010 et 2014 ;
- U15 (minime fille) : 2004 ;
- U13 (benjamin) : 2003/04/05, 2007/08, 2010 et 2014 ;
- U13 (benjamine) : 2002 ;
- U11 (poussins) : 2002/03/04/05/06, 2011, 2014/15 et 2017 ;
- Coupe de la FSCF : 1978/79 et 1982.

## Joueurs notables
- Tom Brunet (1985-) ;
- Fabrice Canet (1973-)[1] ;
- Pierre Chapuis[réf. nécessaire] ;
- Ivan Emanuely (1991-)[2] ;
- Evan Fournier (1992-) ;
- Skeeter Jackson (1957-) ;
- Anicet Kessely (1972-)[3] ;
- Lahaou Konaté (1991-) ;
- Jihad Mahboub (1985-)[4] ;
- Jérémy Nzeulie (1991-) ;
- David Paris ;
- Maurice Réaubourg ;
- Jacky Renaud ;
- André Sève ;
- Sébastien Tessier ;
- Armel Traoré (2003-)
- Tidjane Salaün (2005-)
- Pacôme Dadiet (2005-)
- Nolan Traoré (2006-)

Quelques vues des prestations des joueurs :
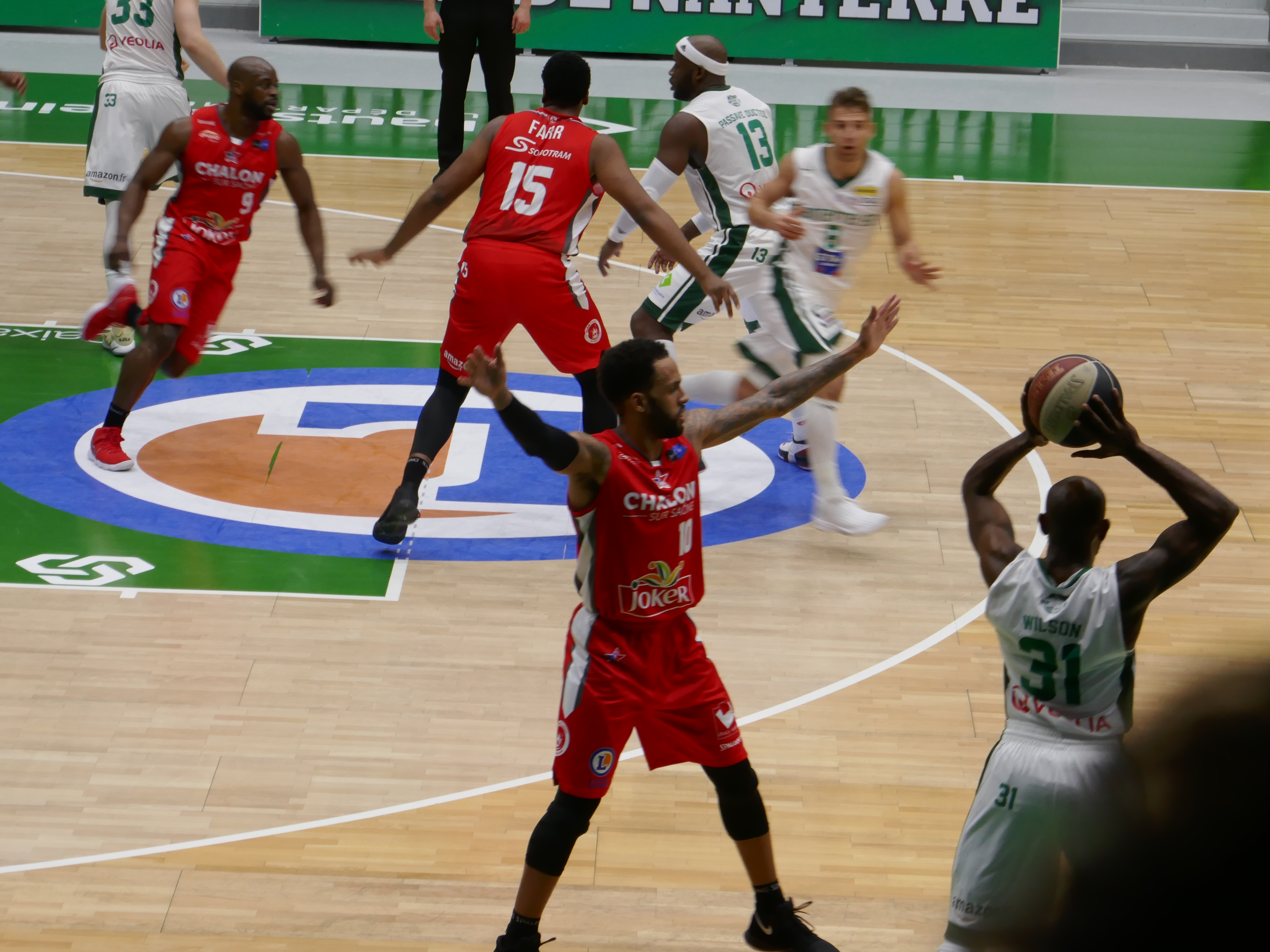
Jérémy Nzeulie en 2017 durant le match de Pro A, Nanterre contre Chalon-sur-Saône.
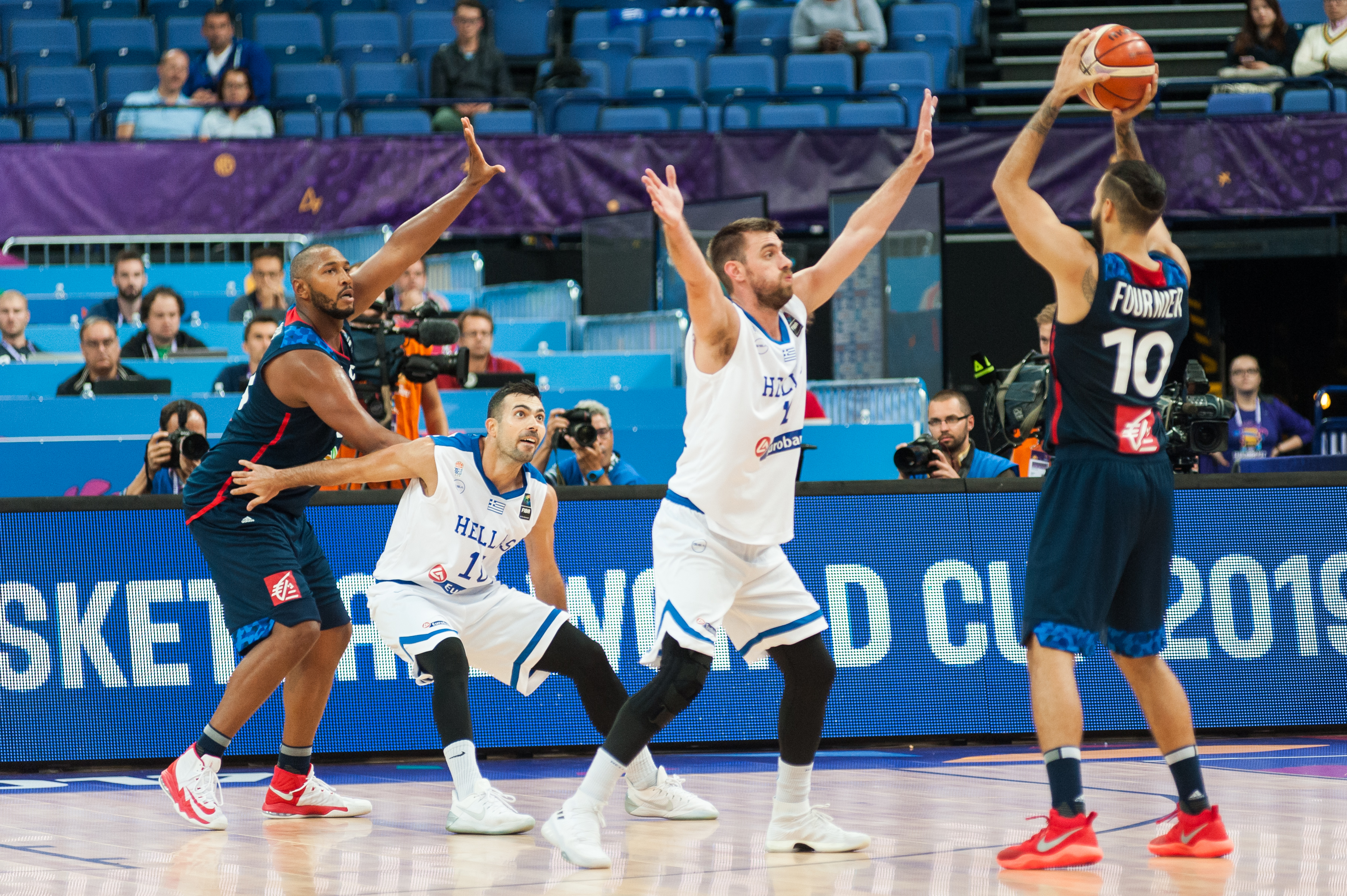
Evan Fournier en 2017, pendant le match du groupe A de l'EuroBasket entre la Grèce et la France à l'Hartwall Arena d'Helsinki (Finlande).
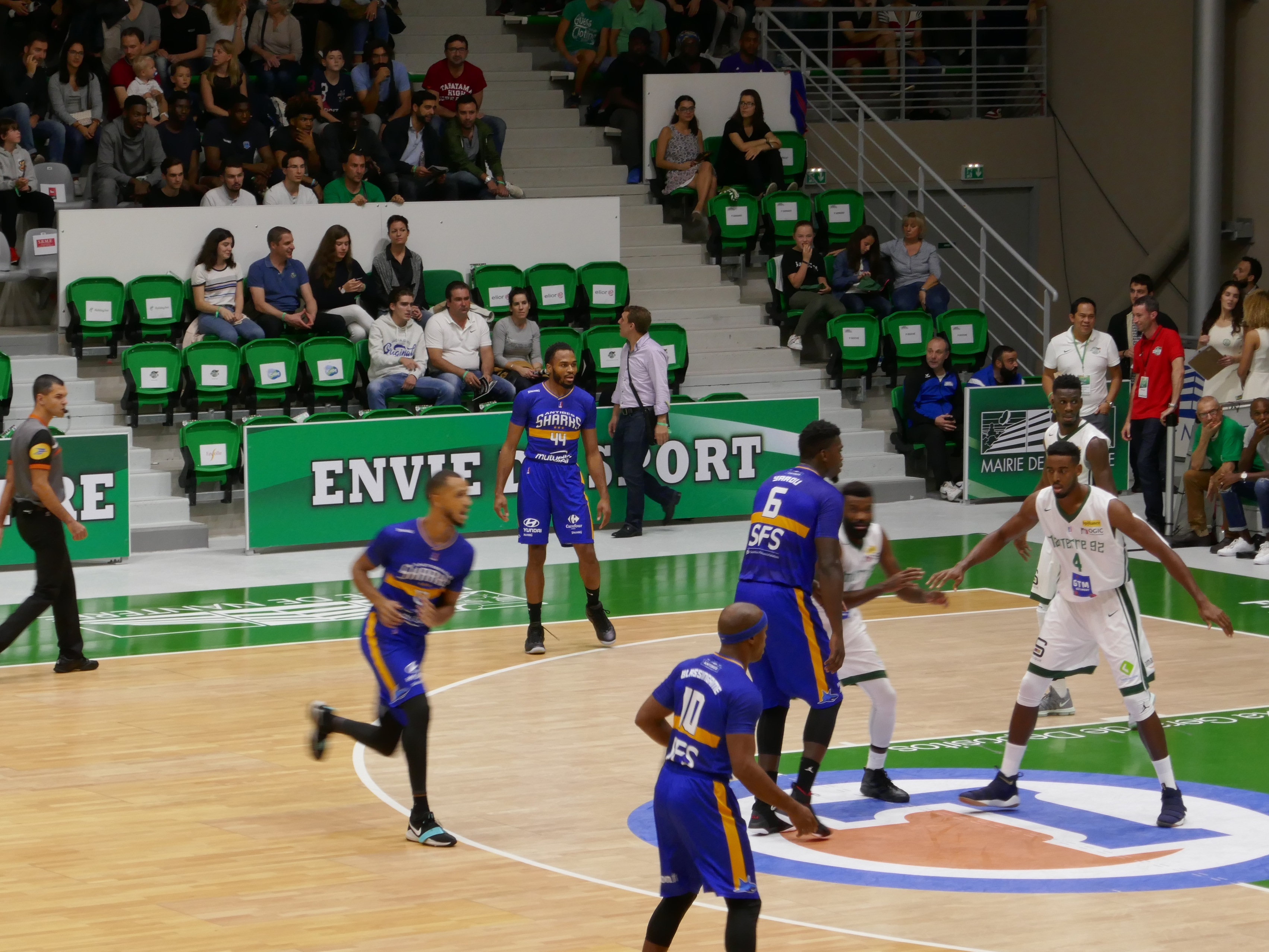
Lahaou Konaté en 2017, durant une rencontre de Pro A, contre Antibes.